# 鳥居忠恒
鳥居 忠恒（とりい ただつね）は、江戸時代前期の大名。出羽国山形藩の第2代藩主。官位は従四位下・伊賀守、左京亮。壬生藩鳥居家2代。

## 生涯
初代藩主・鳥居忠政の長男。寛永5年（1628年）、父の死により家督を継ぐ。しかし生来から病弱で、幕府の任にほとんど勤めることができなかった。
寛永9年（1632年）、徳川忠長の改易に伴い、その御附家老であった従兄弟・鳥居忠房の預かりを命ぜられる。
正室との間に嗣子がなく異母弟・忠春とは、その生母と仲が悪かった。そのため臨終の際に忠春を養子とせず、新庄藩に養嗣子として入っていた同母弟・戸沢定盛に家督を譲るという遺言を残した。しかしこれは、幕府の定めた末期養子の禁令に触れており、さらに病に臨んで後のことを考慮しなかったとして幕府の嫌疑を招いた。寛永13年（1636年）7月7日、33歳で死去した。
この事態に関して大政参与の井伊直孝が「世嗣の事をも望み請ひ申さざる条、憲法を背きて、上をなみし奉るに似たり」とした上で「斯くの如き輩は懲らされずんば、向後、不義不忠の御家人等、何を以て戒めんや」としたため、幕府は「末期に及び不法のこと申請せし」（『寛政重修諸家譜』）として、所領没収となった。
もっとも、忠政と井伊直勝（直孝の兄）の代に正室の処遇をめぐって対立した両家の旧怨を知る直孝によって、鳥居家は改易に追い込まれたという説もある（『徳川実紀』）。ただし祖父元忠の功績を考慮され、新知として信濃高遠藩3万石を与えられた忠春が家名存続を許された。

## 系譜
- 父：鳥居忠政（1566年 - 1628年）
- 母：滝川雄利養女
- 正室：菊 - 森忠政娘
- 生母不明の子女
  - 女子：宗姫 - 前田利次正室[3]